# GeoMedia

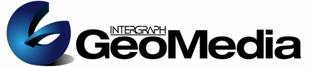
Logo GeoMedia

GeoMedia – pakiet komercyjnego oprogramowania desktop GIS rozwijanego od końca lat 90. przez firmę Intergraph. Wykorzystywany jest on przede wszystkim jako narzędzie do analizy danych przestrzennych. Oprogramowanie GeoMedia pracuje w systemie Windows i posiada bazujący na nim interfejs. Wyposażone jest w zestaw narzędzi do prowadzenia analiz, takich jak: kwerendy dotyczące atrybutów i położenia obiektów, wyznaczanie stref buforowych, przestrzenne nakładanie warstw informacyjnych lub analiza tematyczna. Oprogramowanie pozwala tworzyć mapy przeznaczone do prezentowania w formie drukowanej, na ekranie monitora, na stronie internetowej. Dane mogą być przechowywane zarówno w plikach formatu GeoMedia, jak również w systemach zarządzania bazami danych takich jak: Oracle, Microsoft Access lub SQL Server. GeoMedia obsługuje wszystkie ważniejsze formaty plików z danymi przestrzennymi, CAD oraz standardowe formaty relacyjnych baz danych. 
GeoMedia jest pakietem stworzonym z zestawu programów. Najważniejsze z nich mogą być dostosowane do potrzeb użytkowników przez programistów za pomocą języków programowania, takich jak Visual Basic albo C#. Programy te rozszerzają funkcje oprogramowania GeoMedia poprzez np. możliwość prowadzenia analiz obrazów rastrowych, tworzenie modeli DEM, jak również wykonywania analiz dotyczących specjalistyczych gospodarczych zagadnień jak spedycja, czy prace publiczne. 
GeoMedia przeznaczone jest dla klientów indywidualnych, firm, oraz instytucji.
Rodzinę oprogramowanie GeoMedia tworzą: GeoMedia Viewer (darmowa przeglądarka danych), GeoMedia Pro (zaawansowany pakiet profesjonalny) i GeoMedia WebMap (program do tworzenia publikacji w internecie).